# فرودگاه سن پدرو
فرودگاه سن پدرو (به انگلیسی: San Pedro Airport) یک فرودگاه همگانی با کد یاتا SPR است که یک باند فرود آسفالت دارد و طول باند آن ۱۰۶۷ متر است. این فرودگاه در شهر سن پدرو، بلیز کشور بلیز قرار دارد و در ارتفاع ۱ متری از سطح دریا واقع شده است.